# Oenochroma infantilis
Oenochroma infantilis là một loài bướm đêm trong họ Geometridae.